# Waschstein (Stubbenkammer)

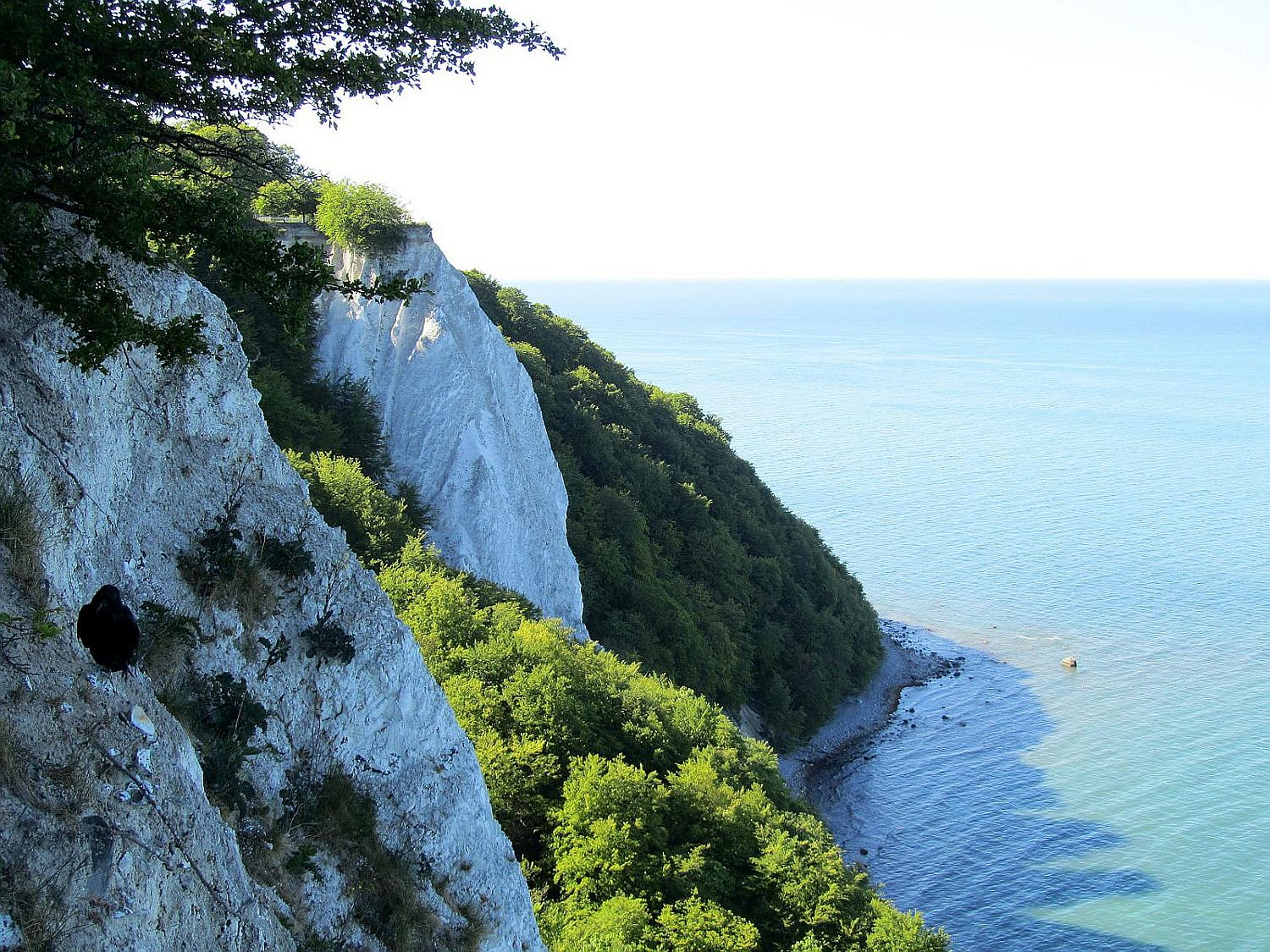
Kreidefelsen unterhalb des Königsstuhls. Der Findling „Waschstein“ liegt im Uferbereich vor der nördlichen Landspitze.

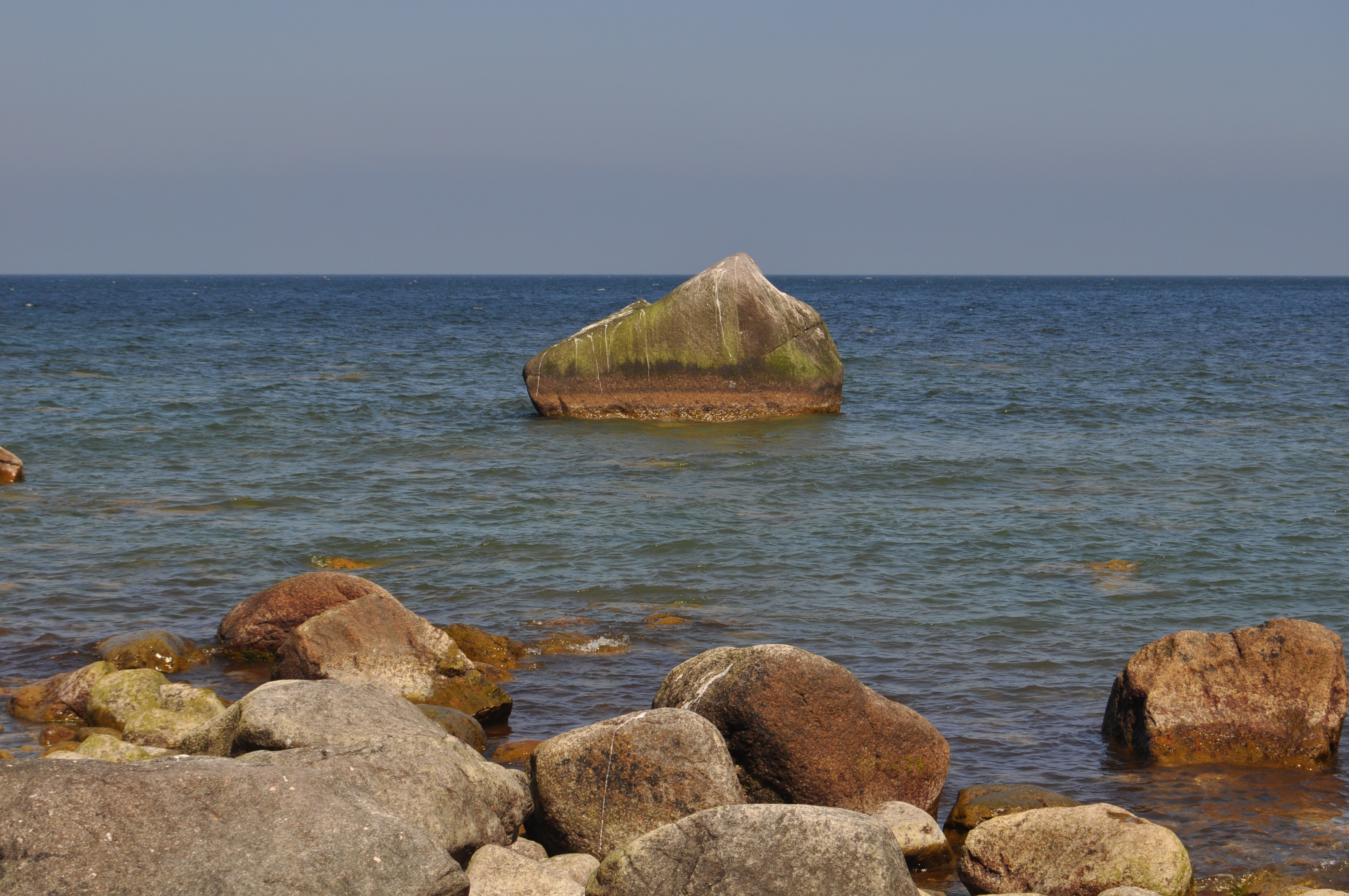
Der Waschstein unterhalb des Königsstuhles

Der Waschstein ist ein Findling unterhalb des Königsstuhls im Nationalpark Jasmund auf Rügen. Der Findling stammt aus dem Nordosten von Bornholm und besteht aus präkambrischem Svaneke-Granit. Er wurde 2005 als Geotop mit der Nummer G2_071 ausgewiesen.
Die Findlinge vor der Küste Jasmunds sind mit den Gletschern aus Skandinavien während der letzten Eiszeit im Pleistozän nach Norddeutschland transportiert worden.
Der 22 m3 große und rund 60 Tonnen schwere Waschstein ist durchschnittlich 4 m lang und jeweils 3 m breit und hoch. Eine der ersten Beschreibungen des Steins erfolgte 1797 durch Johann Friedrich Zöllner in einem Reiseführer von Pommern und Rügen. Dieser Findling ist Schauplatz der Sage, von der Jungfrau am Waschstein bei Stubbenkammer, die in der pommerschen Regionalliteratur mehrfach beschrieben wurde.
Die Geschichte gehört zu dem umfangreichen Sagenschatz um den legendären Seeräuber Klaus Störtebeker.